# Hole (band)
Hole was een Amerikaanse grungeband van zangeres Courtney Love.

## Biografie
De band werd in Los Angeles gevormd toen Love, die al in verschillende eerdere bands speelde, gitarist Eric Erlandson via een krantenadvertentie had gevonden. Bassist Jill Emery en drumster Caroline Rue werden toegevoegd, waarna de band haar eerste album opnam met Sonic Youths Kim Gordon als producer. Het album was rauwer en wilder dan het latere werk van de band.
Na het huwelijk van Love en Cobain in 1992 ontstond een roerige tijd met veel persaandacht. Toen dit in 1994 een beetje was gezakt kwam Live Through This uit, Hole's tweede album. Emery en Rue waren inmiddels vervangen door Kristen Pfaff op basgitaar en Patty Schemel op drums. Er wordt wel gespeculeerd dat Cobain het album zou hebben geschreven, maar daar is nooit bewijs voor gevonden. Critici waren enthousiast over het album, en het zou uiteindelijk ook Hole's commerciële doorbraak blijken, maar vier dagen voor de uitgifte werd Cobain dood aangetroffen. Twee maanden later overleed ook Pfaff, aan een overdosis heroïne. Ondanks deze tegenslagen begon Hole enkele maanden later toch te toeren, met Melissa Auf der Maur als vervanger van Pfaff. Doll Parts werd als single uitgegeven en deed het aardig.
Vervolgens deed de groep het rustig aan en ging Love zich wat meer richten op haar acteercarrière. Het gevolg waren geruchten in de pers over een mogelijke opheffing van de band. Om de fans gerust te stellen werden er twee albums met oude opnamen uitgegeven.
De opvolger van Live Through This kwam in 1998 uit: Celebrity Skin, waaraan Billy Corgan meewerkte als adviseur. Echter, nog voor de begeleidende tournee verliet Schemel de band en werd zij vervangen door Samantha Maloney. Maar tegen het einde van de tournee speelde Auf der Maur inmiddels bij The Smashing Pumpkins en was Maloney stand-in bij Mötley Crüe. Ondanks het succes van Celebrity Skin was Love ontevreden met platenmaatschappij Universal Music Group en probeerde ze onder Holes contract voor nog vijf albums uit te komen.
In 2001 kondigde Love aan een nieuwe band te beginnen, Bastard, waarmee de dagen van Hole geteld leken. Ondanks een platencontract viel de groep echter snel uit elkaar. In 2002 kondigde Love echter toch het uiteengaan van Hole aan.
Een in juni 2009 aangekondigde reünie van Hole leidde in april 2010 tot het album Nobody's Daughter. In 2012 was de hereniging weer voorbij.

## Discografie

### Reguliere albums
1. Pretty on the Inside (1991)
2. Live Through This (1994)
3. Celebrity Skin (1998)
4. Nobody's Daughter (2010)

### Singles
1. Retard Girl (1990)
2. Dicknail (1991)
3. Teenage Whore (1991)
4. Beautiful Son (1993)
5. Miss World (1994)
6. Doll Parts (1995)
7. Violet (1995)
8. Softer, Softest (1995)
9. Gold Dust Woman (1996)
10. Celebrity Skin (1998)
11. Malibu (1998)
12. Awful (1999)
13. Be a Man (2000)
14. Skinny Little Bitch (2010)
15. Pacific Coast Highway (2010)
16. Letter to God (2010)

### Overig
1. Retard Girl (1991, ep)
2. Ask for It (1995, ep)
3. My Body, the Hand Grenade (1997; compilatie)
4. The First Session (1997, heruitgave van 1)
5. Awful (1999, (live-ep)